# Поселенцы 1820 года

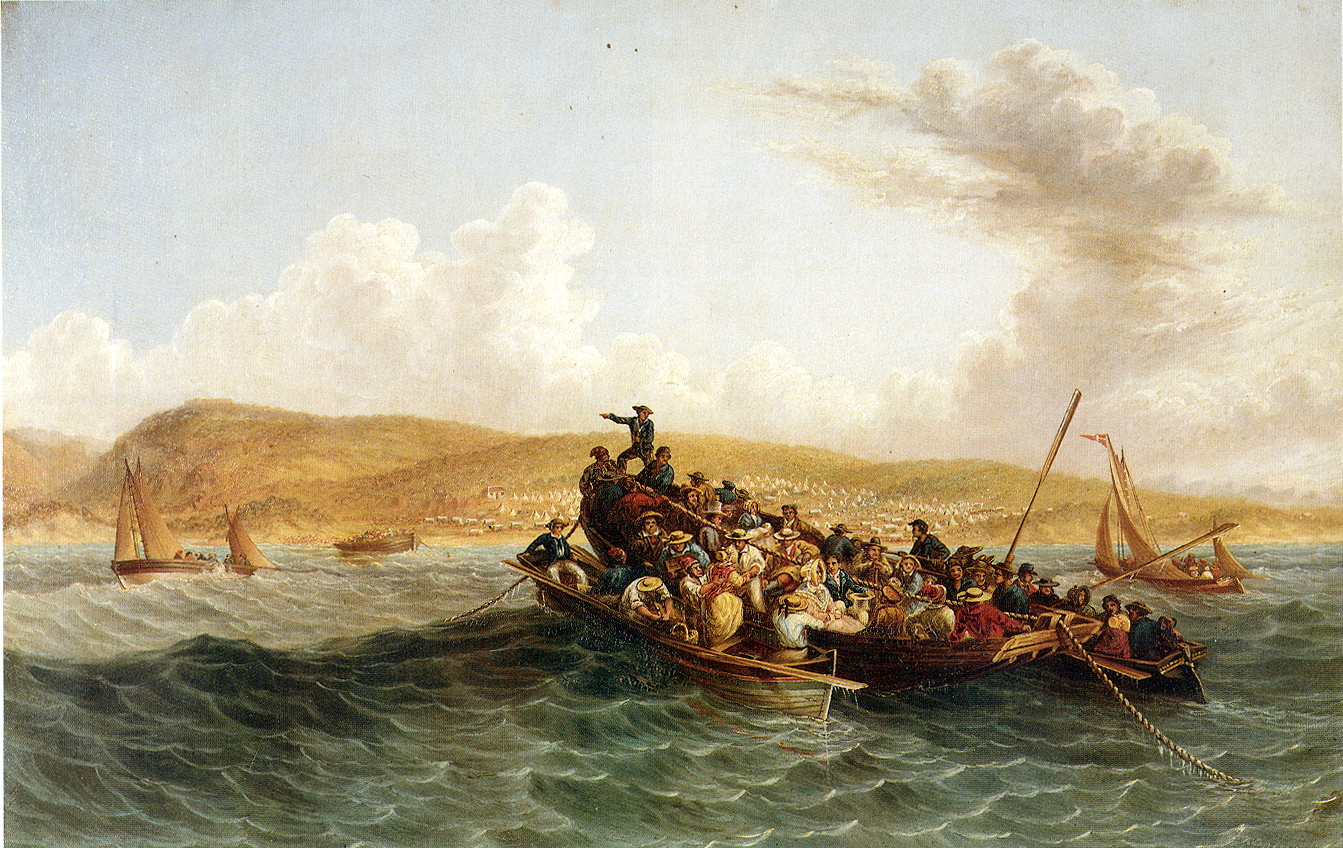
Поселенцы высаживаются на берегу, Фома Бэнс.

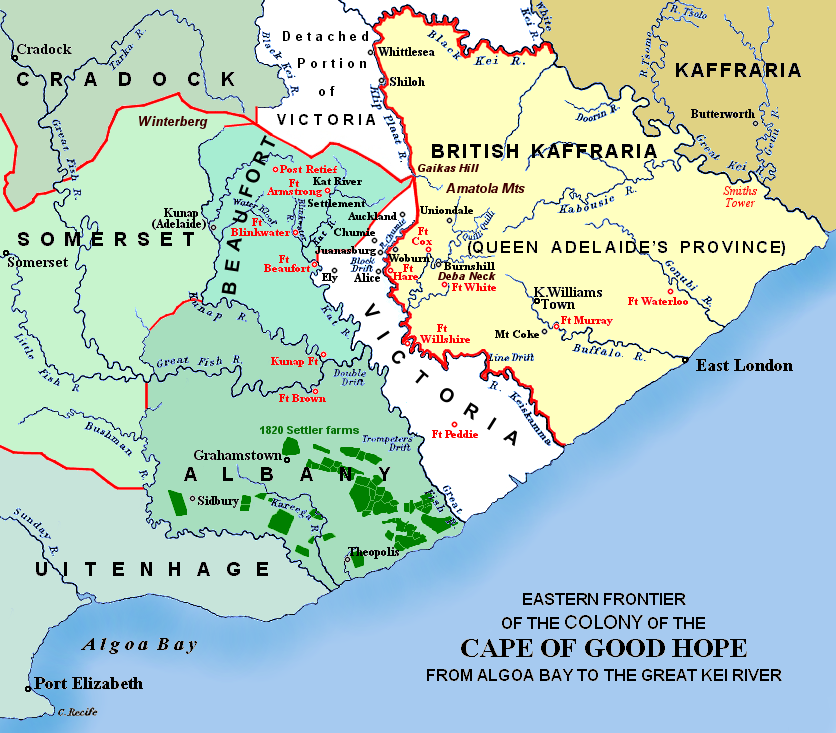
Граница с обозначениями ферм, ок. 1835 года.

Поселенцы 1820 года (англ. 1820 Settlers) — несколько групп или отрядов белых британских колонистов, поселённых правительством Великобритании и властями Капской колонии в Восточно-Капской провинции в ЮАР в 1820 году.
Бо́льшая часть поселенцев была очень бедными людьми. Капское правительство производило поселение людей в провинцию с целью закрыть, укрепить и защитить восточные границы от соседнего народа Коса, а также повысить численность англоговорящего населения. Она была одной из самых больших групп британских поселений в Африке, главным культурным центром англоафриканцев был округ Албани, где происходило формирование англоафриканцев как народа. Через много лет округ Албани так и остался «англо-саксонским островом» в стране, население которой говорит преимущественно на языке Коса и африкаансе — отличительной чертой которого является собственная культура и обычаи.
Первоначально, общая численность поселенцев, прибывших в Капскую колонию с апреля по июнь 1820, составляла около 4 000 человек. Поселенцам были предоставлены фермы близ деревни Батерст, их снабдили необходимым снаряжением и едой совершенно бесплатно. Но в связи с тем, что переселенцы ранее не возделывали сельскохозяйственные культуры, да и не хотели возделывать, они были вынуждены переселиться в Батерст и другие населённые пункты, такие как Грэхэмстаун, Ист-Лондон и Порт-Элизабет, где они в большинстве вернулись к торговле.
Группа поселенцев 1820 года расселилась на севере до Натала, в то время — Зулуленд, место проживания народа Зулусы. В это время королём зулусов был Чака. Он разрешил только что прибывшим колонистам из Натала поселиться на территории Зулуленда. Когда король увидел насколько технологический прогресс поселенцев высок, он выдвинул им ультиматум: если колонисты хотят продолжать жить на территории королевства, они должны открыть им технологию производства огнестрельного оружия. По словам специалиста по генеалогии Шелага О’Бирна Спенсера, среди поселенцев 1820 года, поселившихся в Натале, были «Джон Бальи, основатель Ист-Лондона, Чарльз Кестель, сын которого, Ревд Даниэль Кестель получил известность за участие в Англо-бурской войне, её именем назван город провинции Фри-Стейт».
В память о поселенцам 1820 года в Грэхэмстауне в 1974 году был открыт памятник. Памятник существует и поныне, ежегодно возле памятника проводится национальный фестиваль искусств, а вместе с ним концерты и культурные мероприятия.

## Наиболее известные из поселенцев 1820 года
- Джон Бёрнер Биддулф[англ.]
- Семья Биггаров[англ.]
- Генри Хэа Дагмор
- Роберт Годлонтон[англ.]
- Ричард Гуш[англ.]
- Уильям Гайбон Адерстоун[англ.]
- Дик Кинг[англ.]
- Томас Прингл
- Томас Шайн[англ.]